# 古代史博物館
古代史博物館（こだいしはくぶつかん）は、大阪府泉南市にある、博物館を中心とする複合施設である。正式名称は古代史博物館・泉南市埋蔵文化財センター。古代史博物館部門と埋蔵文化財センター部門で構成される。
国の史跡「海会寺跡」（かいえじあと）および国の重要文化財「海会寺跡出土品」をはじめとする泉南市の埋蔵文化財の調査・研究・保管・公開・文化情報の発信を主たる目的として、1997年に開設された。

## 施設

### 古代史博物館部門
- 展示ホール  - 史跡海会寺跡を一望できる壁一面ガラス張り、海会寺の相輪模型（原寸の1/3）設置
- 特別展示室 - 国の重要文化財「海会寺跡出土品」302点のうち約100点のを常設展示
- 図書情報コーナー
- ガイダンスコーナー - 歴史関連ビデオ閲覧コーナー
- 講堂兼視聴覚室 - 企画展会場
- サロン - 史跡海会寺跡を一望できる
- ミュージアムショップ

### 埋蔵文化財センター部門
- 荷解場
- 仮収蔵庫
- 遺物整理室
- 記録整理室
- 写場
- 図面収蔵室
- 写真収蔵室
- 収蔵庫
- 特別収蔵庫 - 海会寺跡出土品を収蔵
- 調査研究室
- 図書保管室
- 会議室

## 利用情報
- 閉館日 - 日曜日、祝日、土曜日（第2と第4土曜日は開館）
- 入館料 - 無料
- 開館時間 - 9：30～16：30
- 所在地 - 〒590-0505 大阪府泉南市信達大苗代374-4

## 交通アクセス
- 南海本線 岡田浦駅 徒歩25分
- 関西空港線 りんくうタウン駅 タクシー10分
- 阪和線 新家駅 徒歩20分

## 周辺情報
- 海会寺跡
- 林昌寺
- 長慶寺
- 往生院
- 一岡神社
- 岡中鎮守社
- 樫井古戦場跡（大坂夏の陣）
- 厩戸王子跡
- 市場稲荷神社